# Carl Johan Fahlcrantz (konstnär)

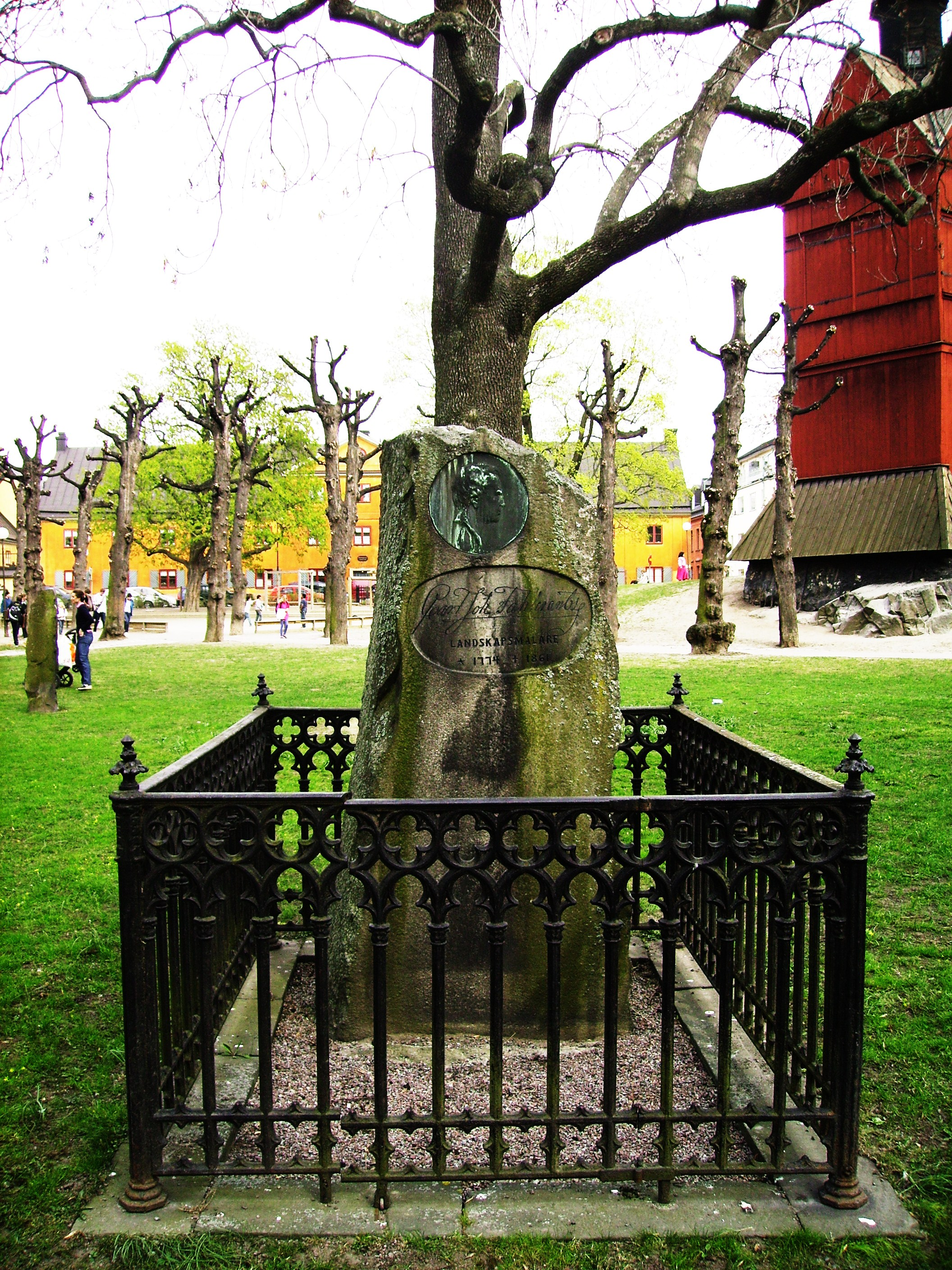
Carl Johan Fahlcrantz' gravvård på Johannes kyrkogård i Stockholm.

Carl Johan Fahlcrantz, född 29 november 1774 i Stora Tuna socken, död 29 november 1861 i Stockholm, var en svensk målare. Han var bror till Axel Magnus och Christian Eric Fahlcrantz.

## Biografi
Fahlcrantz har kallats "det svenska landskapsmåleriets fader". Hans föräldrar var prosten Johan Fahlcrantz och Gustava de Brenner. På mödernet hade Carl Johan Fahlcrantz konstnärliga anor, hans morfars far var konstnären och fornforskaren Elias Brenner, som var gift med Sophia Elisabet Brenner. Fadern var präst och sonen uppfostrades med tanken att även han skulle bli präst, men hans egna anlag hade en annan riktning. Han anlände som sextonåring till Stockholm 1791, där han kom i lära hos Kungliga teaterns förste dekorationsmålare Johan Gottlob Brusell. Efter ett år blev han elev hon en yngre dekoratör, Per Emanuel Limnell, som arbetade under Louis Jean Desprez och Brusell. Carl Johan Fahlcrantz bodde hos Limnell som familjemedlem, åtminstone fram till år 1800. Fahlcrantz  besökte under lärotiden hos Limnell akademiens principskola och 1793 erhöll han tredjemedalj för en ornamentsteckning, som var hans föst utställda arbete.
Fahlcrantz fick handledning av Deprez och Elias Martin och mot sekelskiftet 1800 fick han framför allt undervisning i landskapsmålning av Louis Belanger, som hade kommit från Frankrike 1798. Han tog livliga intryck av Belanger. Först väckte han uppmärksamhet med den stora duken Utsikt över Stockholm från Djurgården, som finns på Nationalmuseum i Stockholm. Sedan fick han en mängd beställningar och målade veduter, vyer, som komponerade landskap med berg, vattenfall och skogar, ofta i stämningsfull morgon- eller kvällsbelysning. Fahlcrantz blev den mest typiske romantikern i svenskt måleri. Mest lade han an på färgen med en helhetsverkan i guldbruna toner, under senare åren ofta i en violettblå kolorit. Fahlcrantz kost beundrades mycket av hans samtid, och han fick flera efterbildare. Han tog även intryck av Elias Martins landskapsstil, som efter studieresor i England återvänt till Sverige. För att klara sin ekonomi undervisade Carl Johan Fahlcrantz andra i ritning och han sålde sina målningar till underpris för att få pengar till sitt uppehälle.
År 1802 blev han agrée vid Konstakademien och 1803 ledamot av Konstakademien. År 1805 erhöll Fahlcrantz tillsammans med Gustaf Erik Hasselgren akademiens resestipendium och som gällde på 200 riksdaler banco under fyra år. Hans avsikt var då att resa till Italien, men han förhalade avresan, tills han 1807 skickade en anhållan till akademien om att i stället få använda beloppet för resor inom landet. Hans anhållan bifölls mot att han förband sig att årligen under stipendietiden till akademien inleverera två landskapsmålningar. Samma år slog han helt igenom på akademiens utställning med fem landskapsmålningar i olja. Fahlcrantz fortsatte att under en följd av år uppbära 200 riksdaler om året som resebidrag till "etuder efter naturen". Fahlcrantz enda utlandsresor var de till Norge 1827 och Danmark 1829.
Runt sekelskiftet 1800 övergick Fahlcrantz från akvarell till olja. År 1800 ställde han på Akademien ut sina två första kända oljemålningar. Stilistiskt kan målningen betraktas som en länk mellan det svenska landskapsmåleriet under 1700-talets sista del företrätt av bland andra Elias Martin, och 1800-talets landskapsmåleri präglat av en romantisk landskapssyn och intresse för naturens detaljer.
År 1815 blev Fahlcrantz professor vid Konstakademien. Han blev hedersledamot i flera utländska akademier, som i Köpenhamn, New York och Philadelphia. Han mottog inte bara beställningar från det svenska kungahuset utan även från Nikolaj I av Ryssland.

Den stora oljemålningen Utsikt över Stockholm från Djurgården mäter 210 x 260 cm och målades 1820.
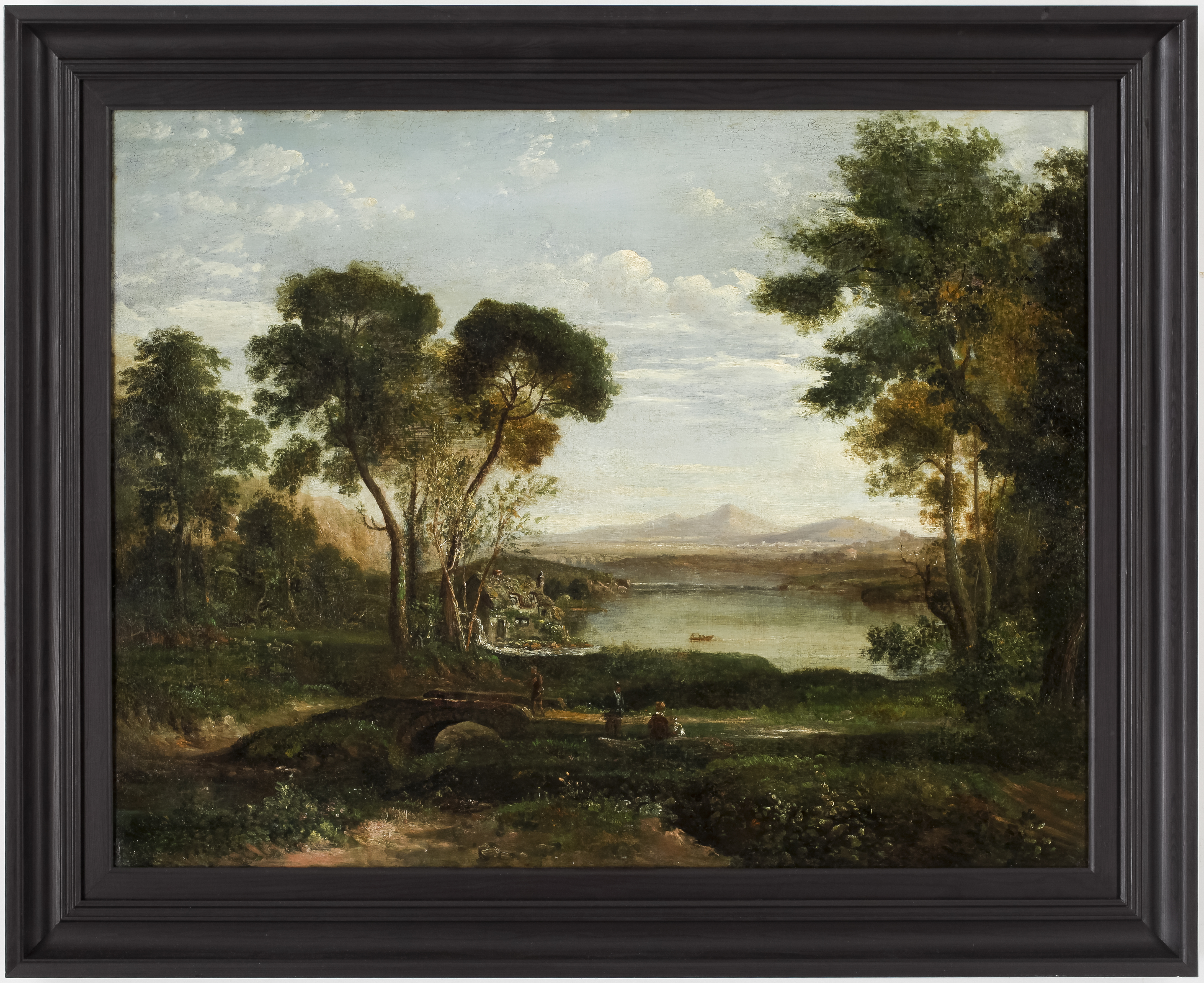
Oljemålningen Vidsträckt flodlandskap med vandrare vid en stenbro är ett av Carl Johan Fahlcrantz' tidigast kända verk utfört i olja.

## Representerad
- Nationalmuseum, Usikt över Haga (1811), Utsikt från Uppsala (1820), Kalmar slott i månsken (1835), Vattenfall vid Älvkarleby, ett 20-tal arbeten, den tidigare nämnda, Utsikt av Djurgården, mäter 210 x 260 cm.[8][11]
- Uppsala universitetsbibliotek[12]
- Göteborgs konstmuseum[13]
- Malmö Museum[8]
- Nordiska museet, Stockholm[14]
- Kalmar konstmuseum[15]
- Konstakademiens samlingar
- Norrköpings konstmuseum[16]

## Några av verken som finns på Nationalmuseum i Stockholm

Vattenfall, Älvkarleby, okänt datum, olja på duk, 49 x 67 cm.
Gripsholms slott, okänt datum, olja på duk, 50 x 69 cm.
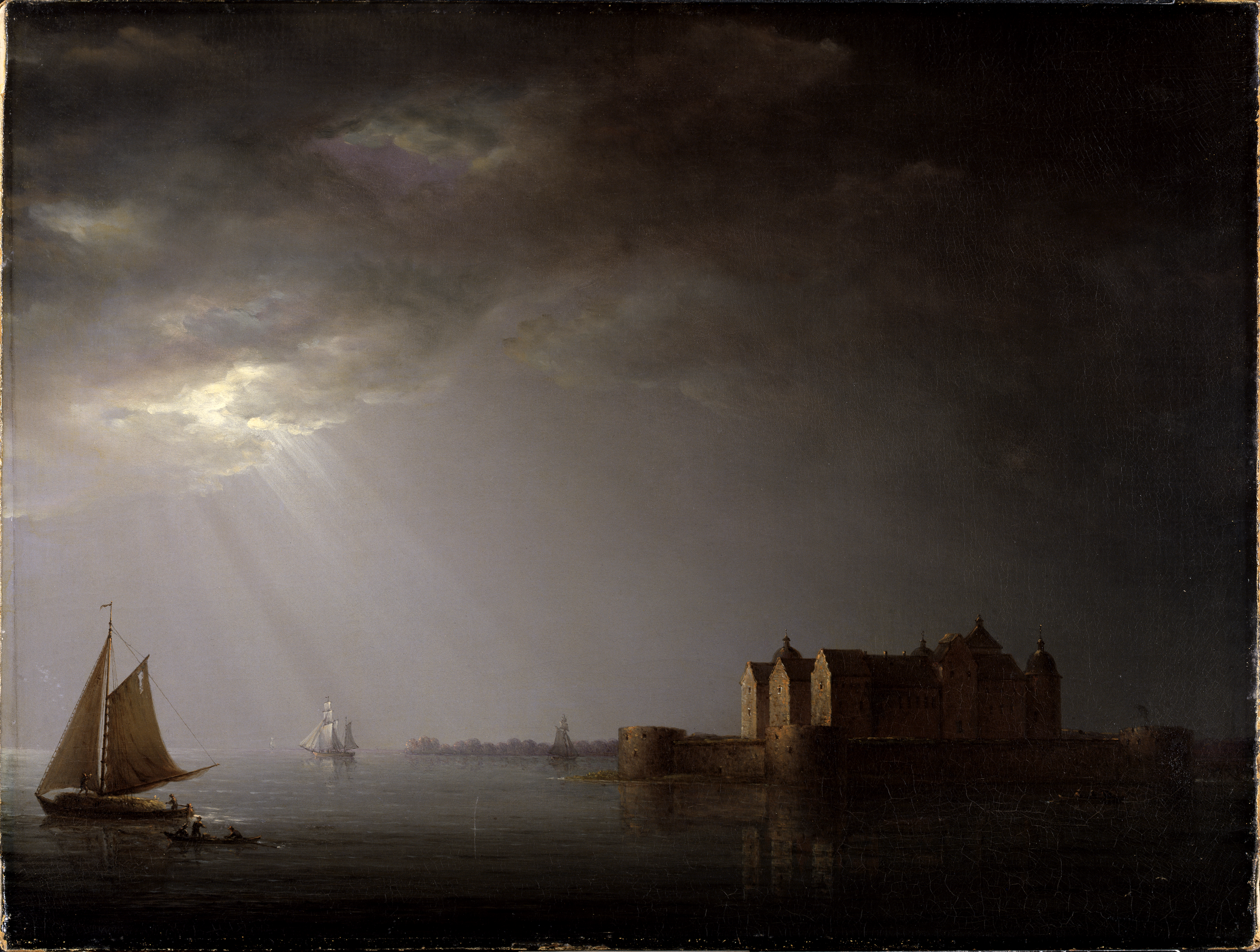
Kalmar slott i månsken, 1835, olja på duk, 60 x 35 cm.
Landskap vid Mora kyrka, 1808, olja på duk, 48,5 x 68 cm.
Läckö slott, 1834, olja på duk, 27 x 37 cm.
Utsikt över Haga vid Haga slott, 1811, olja på duk, 60 x 79,5 cm.
Utsikt från Uppsala, månskenslandskap, 1820, olja på duk, 34 x 45 cm.
Utsikt över Örebro, 1843, olja på duk, 90 x 126 cm.

## Verk i urval

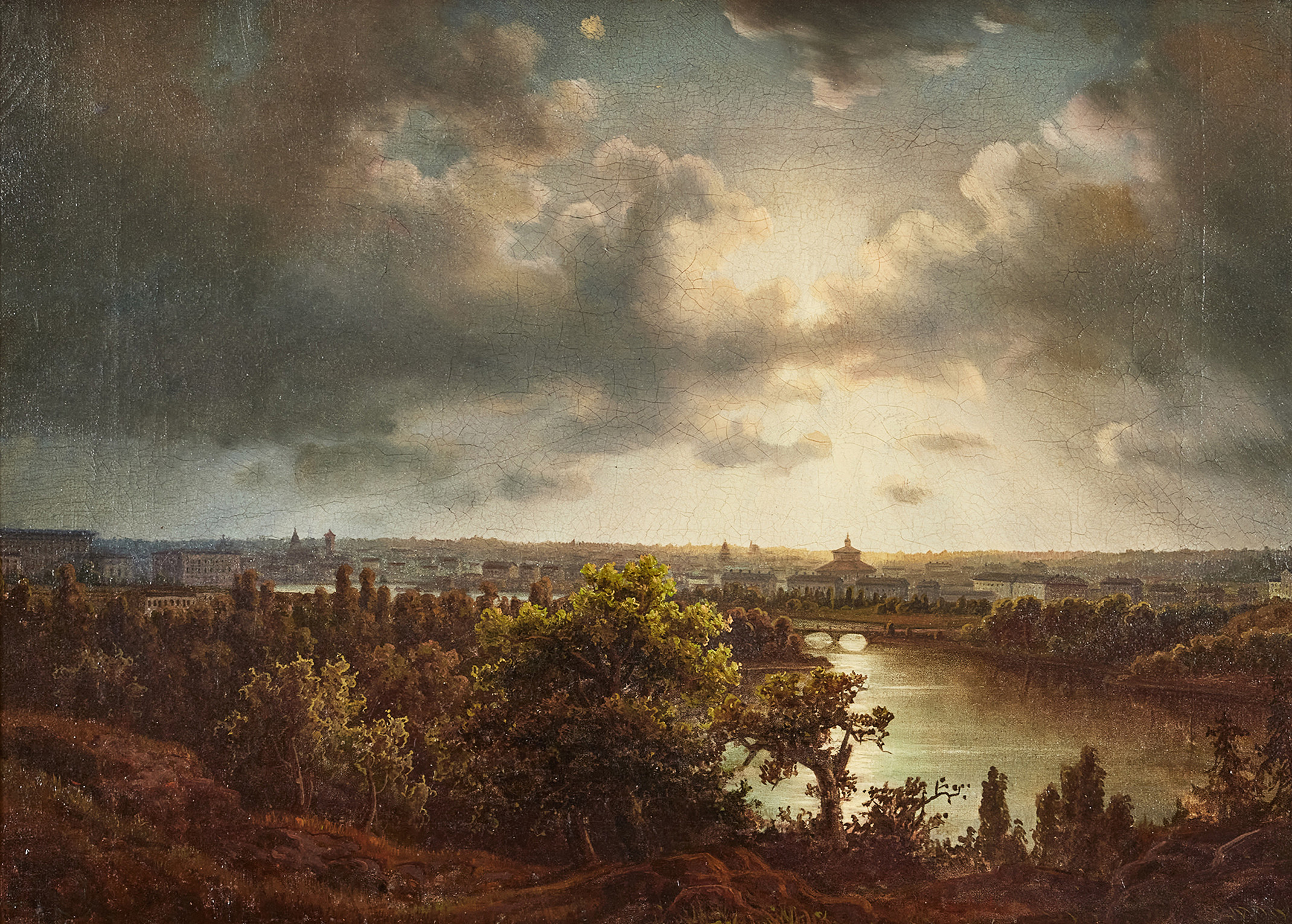
Utsigt af Stockholm från Kongl. Djurgården, Stockholm
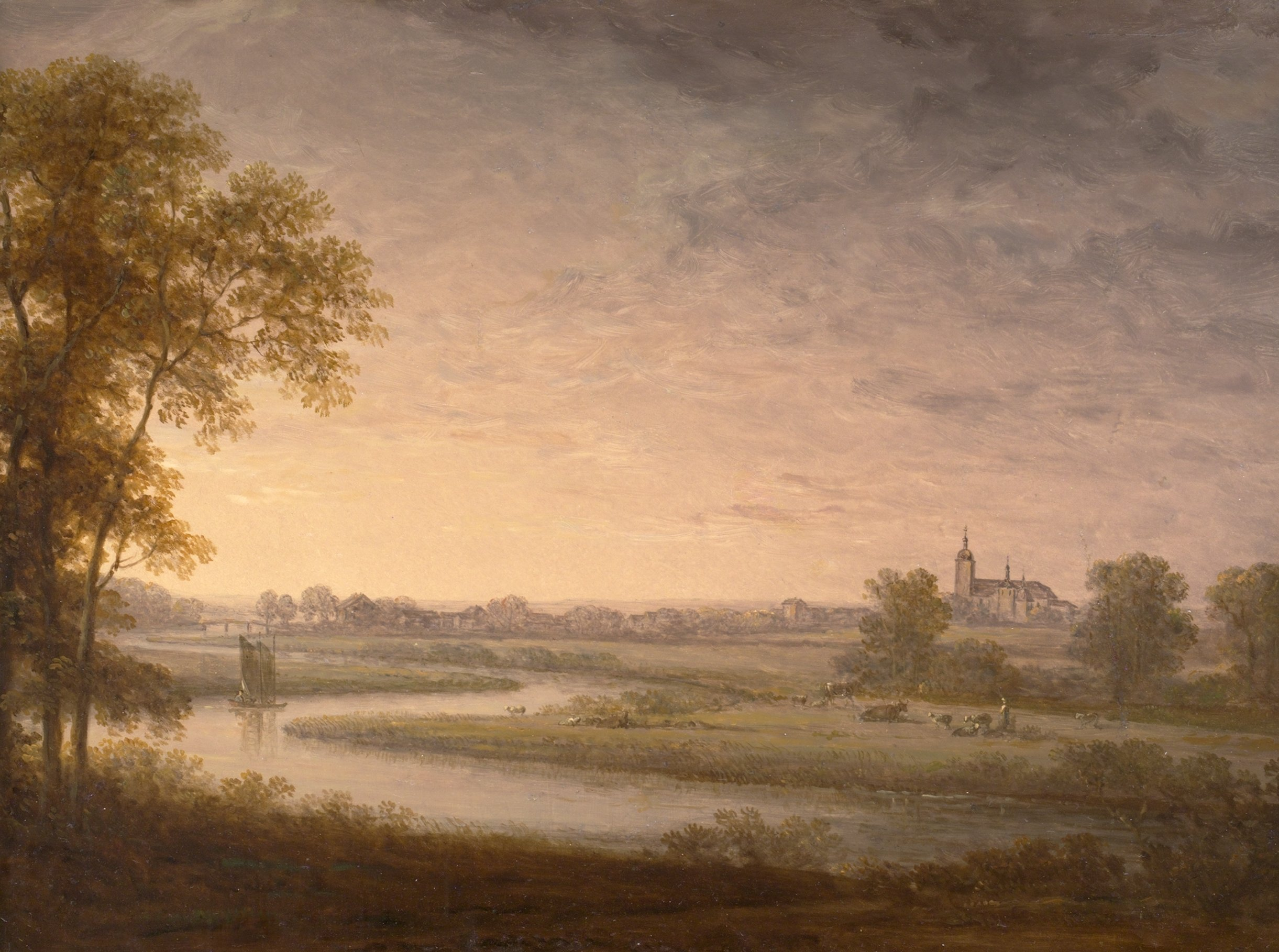
Vidsträckt landskap med Västerås i fonden, Västmanland.
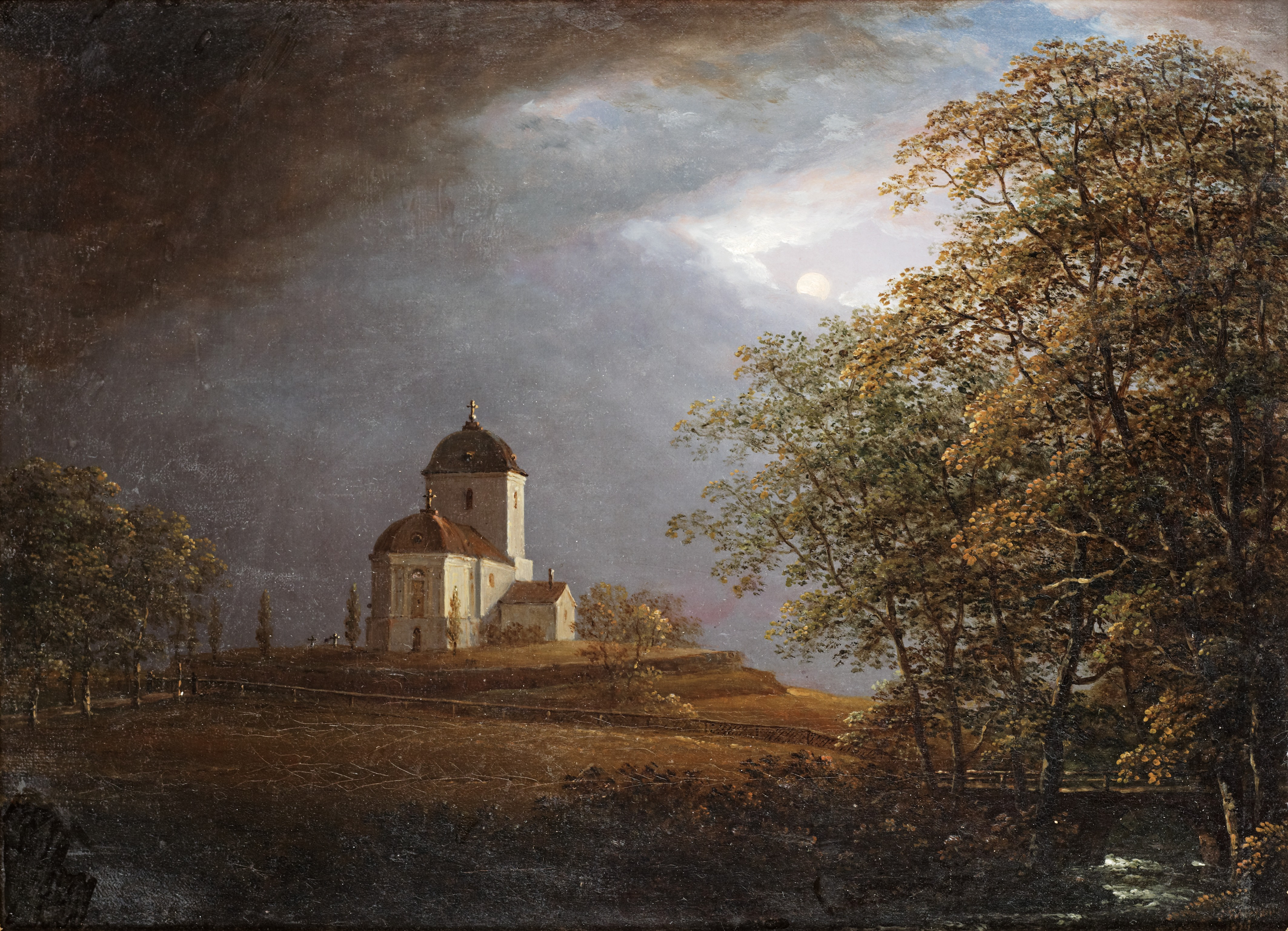
Utsikt mot Andrarums kyrka, Skåne.
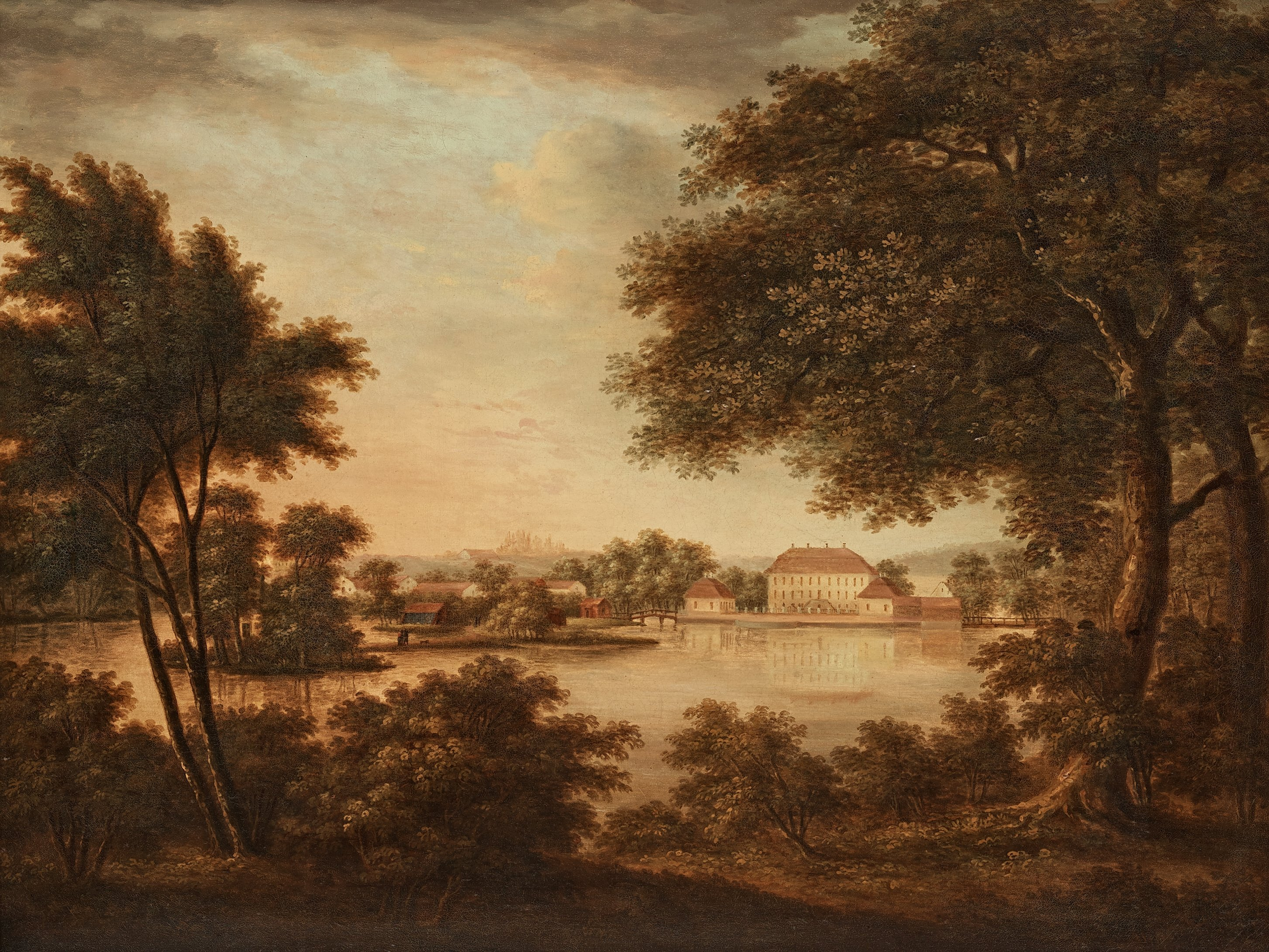
Brokinds slott, Östergötland.
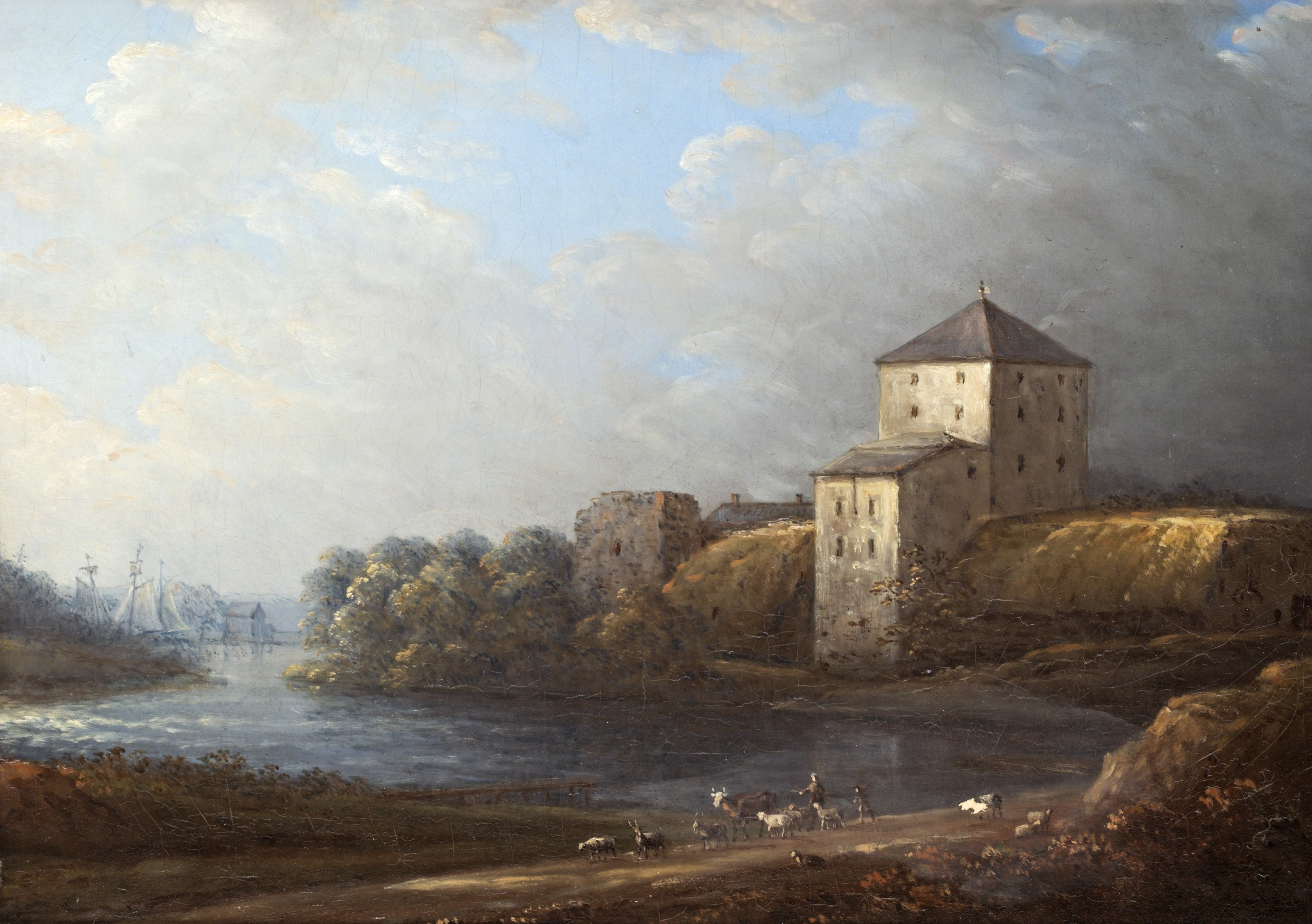
Nyköpingshus eller Nyköpings slott, Södermanland.
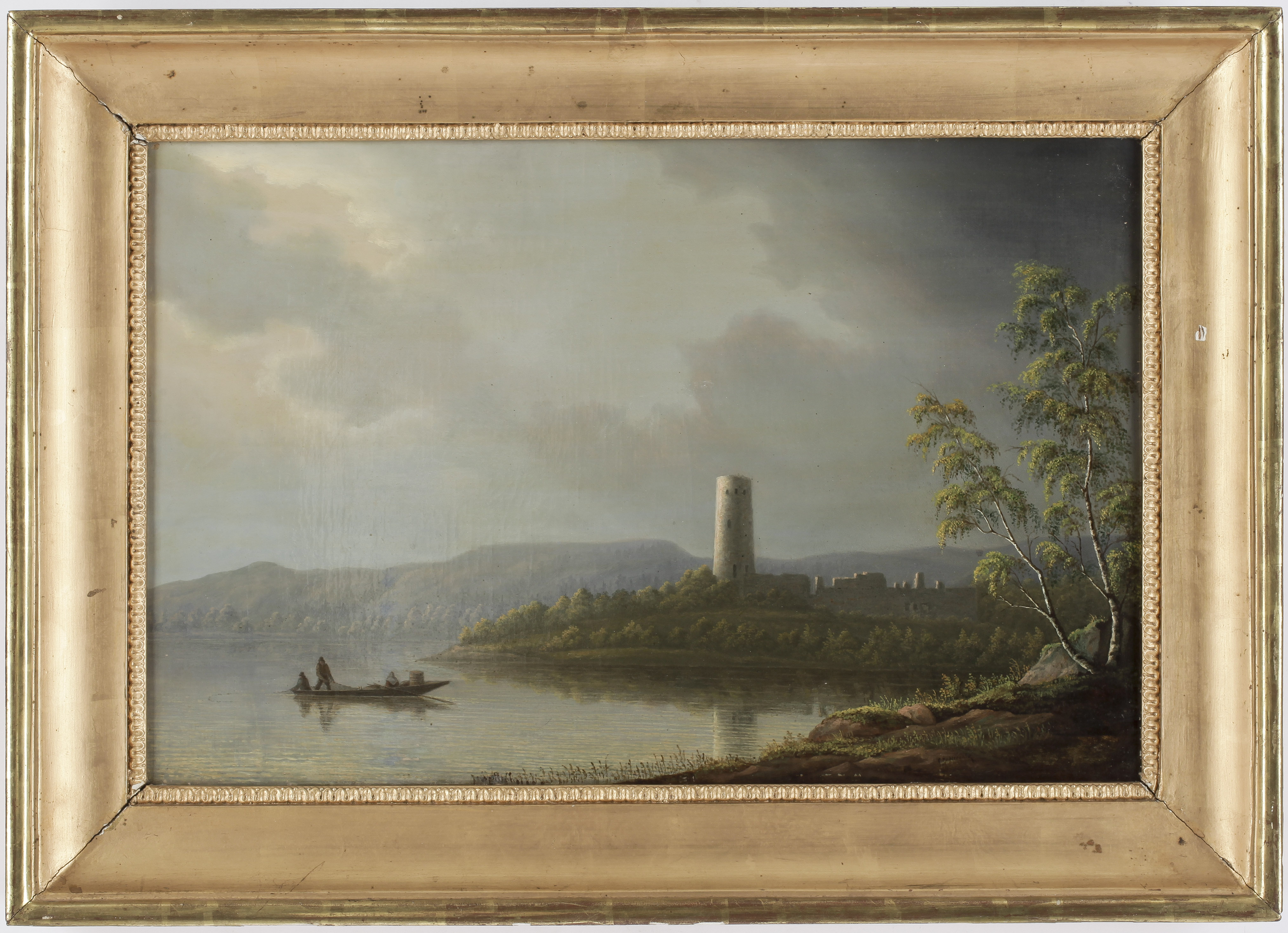
Stegeborgs slottsruin vid Stegesund, Östergötland.
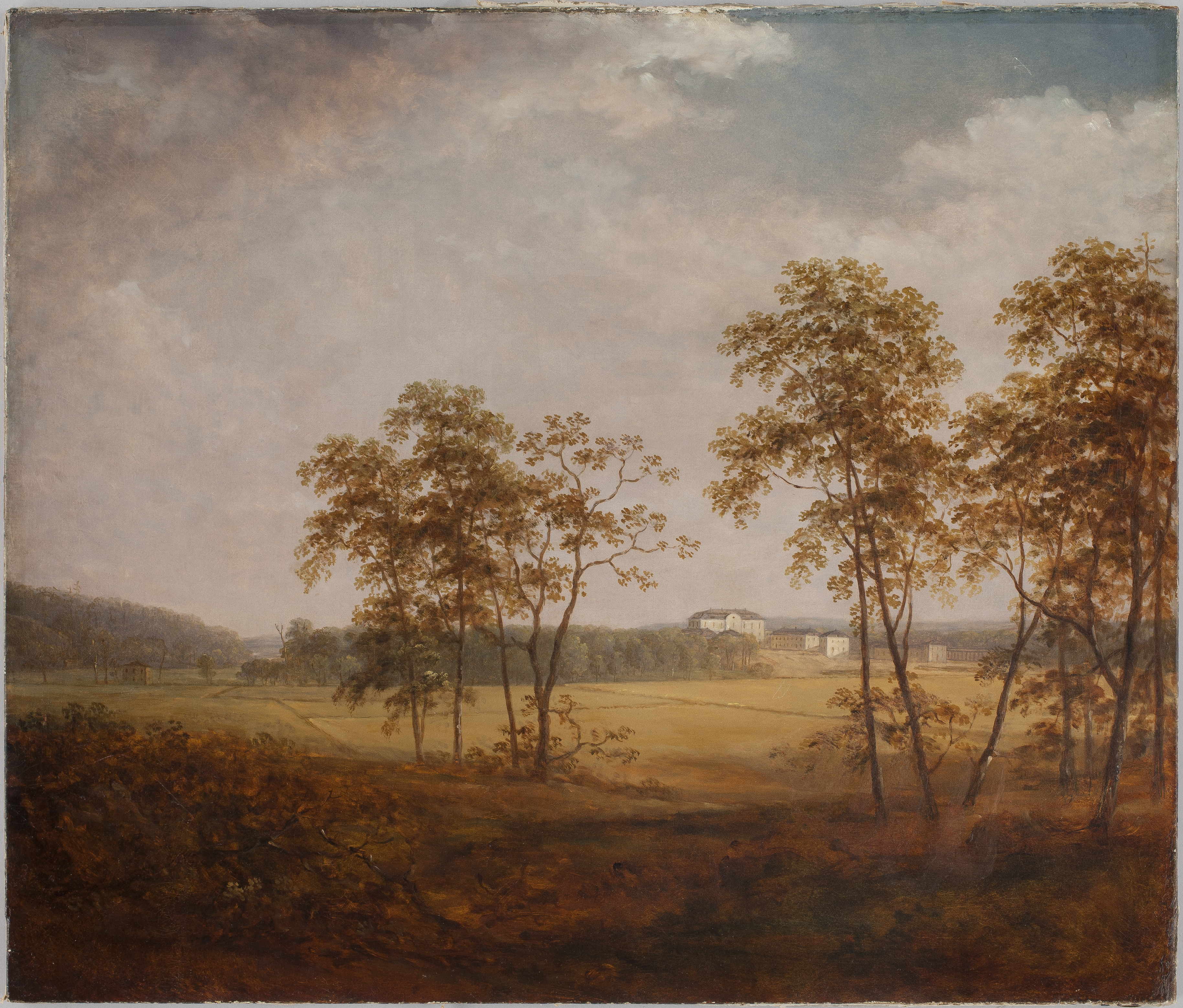
Utsikt mot Rosersbergs slott, Uppland.
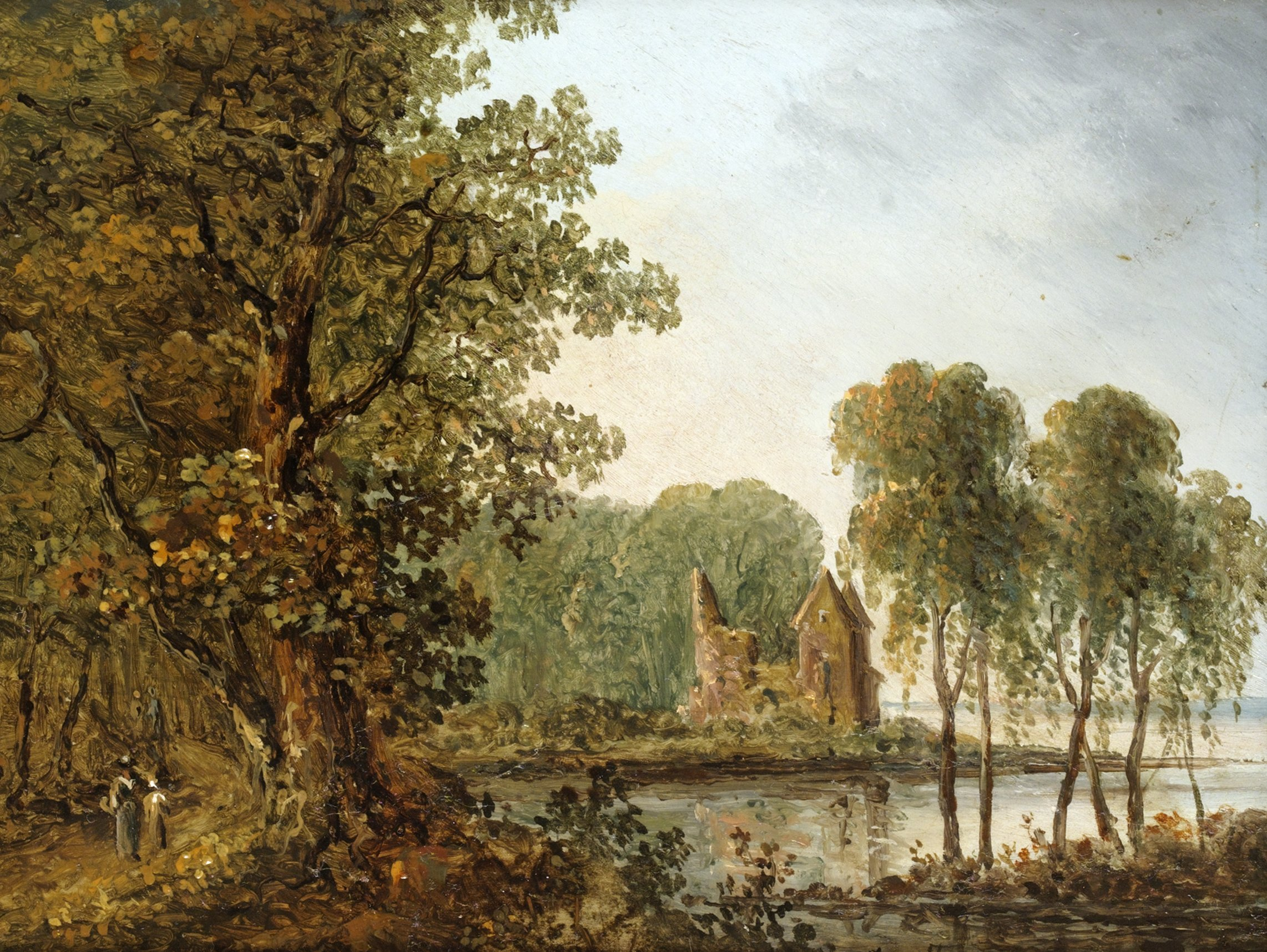
Romantiskt insjölandskap med ruin.
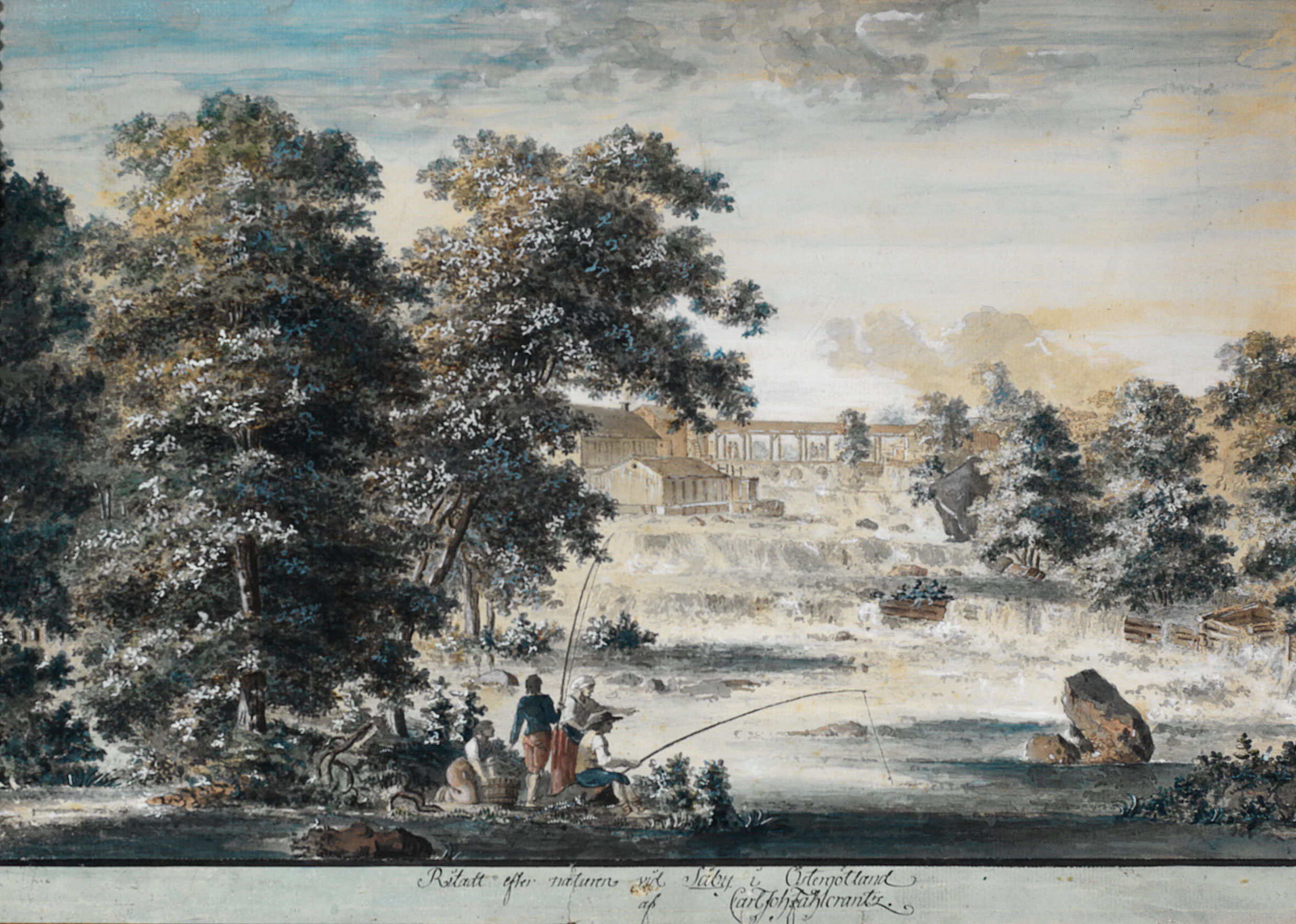
"Ritad efter naturen vid Säby i Östergötland" (Anteckning av konstnären under bilden.)
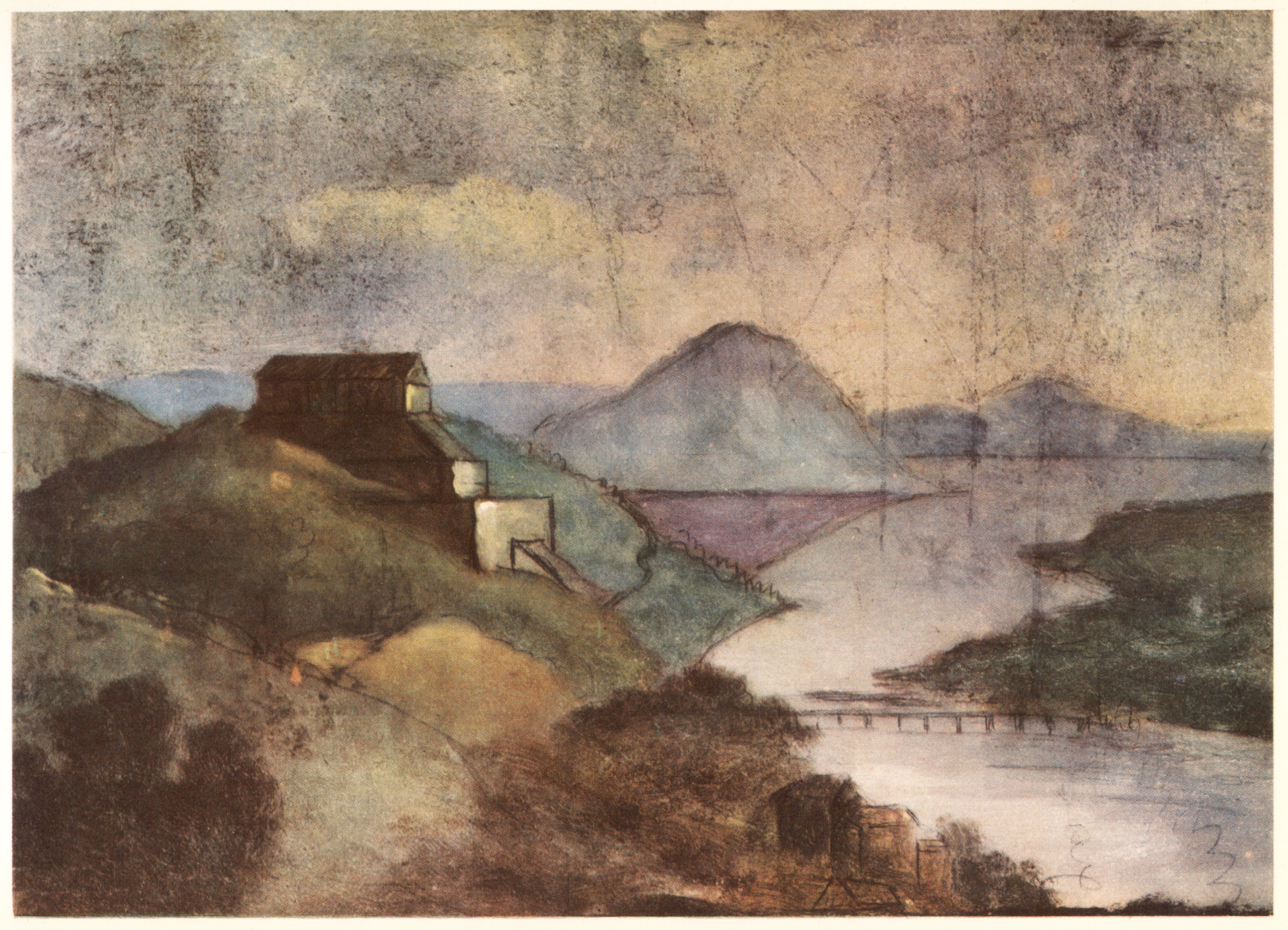
Landskap. Oljemålning.
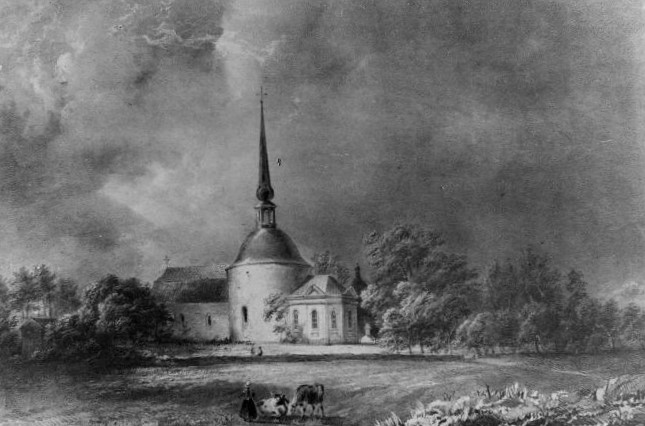
Bromma kyrka mot sydöst, litografi efter oljemålning av Carl Johan Fahlcrantz, beställd av amerikanske ministern Hughes och förd till Amerika, avfotograferad. Swedish National Heritage Board (Riksantikvarieämbetet).

## Vidare läsning

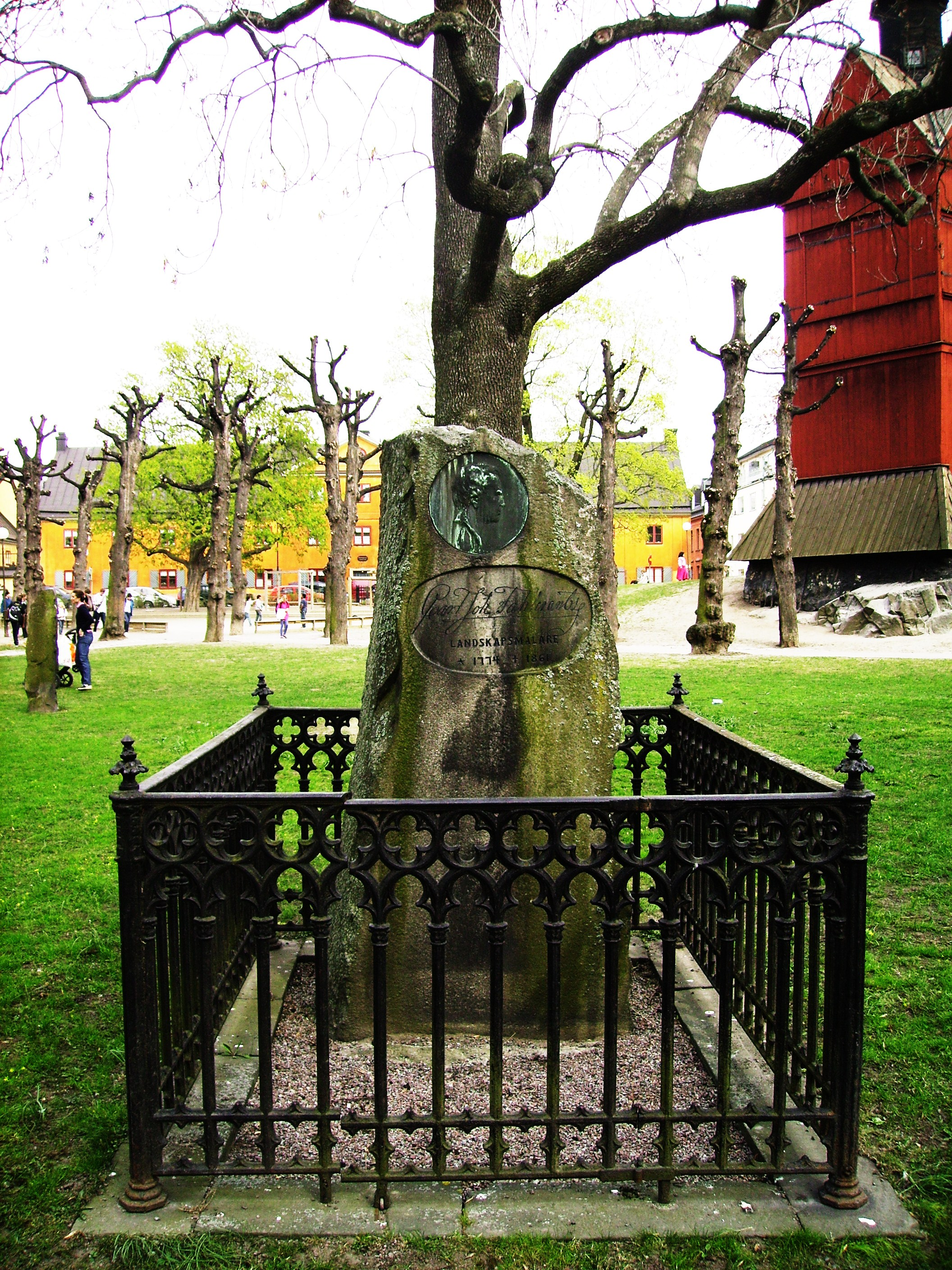
Carl Johan Fahlcrantz gravvård på Johannes kyrkogård i Stockholm.